# Jon Olsen
Jon Olsen (Jonesboro (Arkansas), 25 april 1969) is een voormalig internationaal topzwemmer uit de Verenigde Staten, die in 1992 drie medailles (twee gouden en één bronzen) won bij de Olympische Spelen van Barcelona. Olsen zegevierde met de estafetteploeg op de 4x100 en 4x200 meter vrije slag, en eindigde met Team USA als derde op de 4x100 meter wisselslag. Hij prolongeerde de titel op de 4x100 vrij vier jaar later in Atlanta. Olsen werd tijdens zijn carrière onder meer getraind door voormalig topzwemmer Jonty Skinner.